# Belize-i labdarúgó-válogatott
A belize-i labdarúgó-válogatott – avagy becenevükön a jaguárok – Belize nemzeti csapata, amelyet a belize-i labdarúgó-szövetség (angolul: Football Federation of Belize) irányít. A CONCACAF-tag közép-amerikai ország a legfiatalabb UNCAF-nemzet, amely még nem rendelkezik kiemelkedő nemzetközi eredménnyel.

## Korábbi mérkőzések 2008-ban
| Időpont           | Helyszín                   | Ellenfél                 | Eredmény | Kiírás       |
| ----------------- | -------------------------- | ------------------------ | -------- | ------------ |
| 2008. január 22.  | San Ignacio                | Salvador (o)             | 0 – 1    | Barátságos   |
| 2008. február 6.  | Guatemalaváros (Guatemala) | Saint Kitts és Nevis (s) | 3 – 1    | Vb-selejtező |
| 2008. március 26. | Basseterre                 | Saint Kitts és Nevis (i) | 1 – 1    | Vb-selejtező |
| 2008. május 23.   | San Pedro Sula             | Honduras (i)             | 0 – 2    | Barátságos   |
| 2008. június 15.  | Houston (USA)              | Mexikó (s)               | 0 – 2    | Vb-selejtező |
| 2008. június 21.  | Monterrey                  | Mexikó (i)               | 0 – 7    | Vb-selejtező |

## Következő mérkőzések
Nincs lekötött mérkőzésük.

## Világbajnoki szereplés
- 1930 - 1994: Nem indult.
- 1998 - 2018: Nem jutott be.

## CONCACAF-aranykupa-szereplés
- 1991: Nem indult.
- 1993: Nem indult.
- 1996 - 2002: Nem jutott be.
- 2003: Nem indult.
- 2005 - 2011: Nem jutott be.
- 2013: 12. helyezett
- 2015: Nem jutott be.